# Mary Robinson

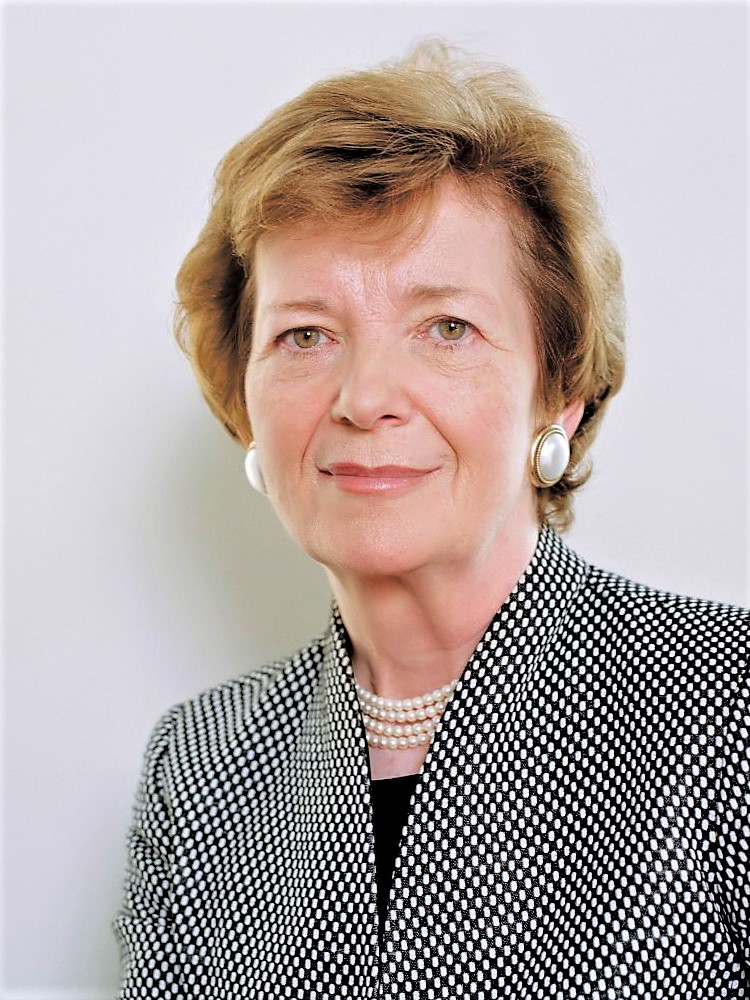
Mary Robinson, 2014

Mary Robinson (irisch: Máire Mhic Róibín, * 21. Mai 1944 in Ballina, Irland) ist eine unabhängige Politikerin und war erste Staatspräsidentin Irlands sowie UN-Hochkommissarin für Menschenrechte. Ihr politisches Wirken konzentriert sich primär auf die Klimagerechtigkeit.

## Leben

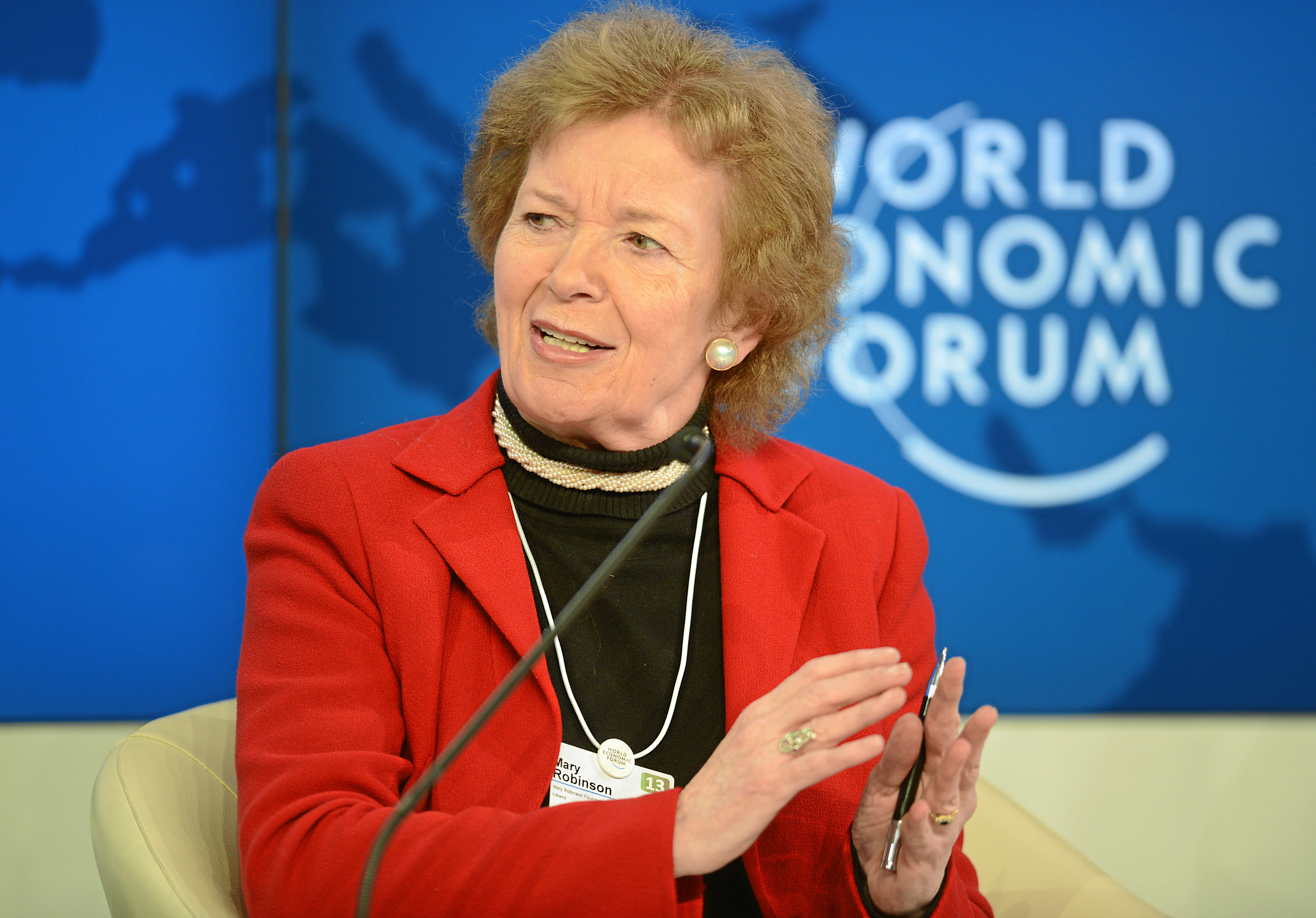
Robinson während des WEF 2013

Mary Robinson studierte Rechtswissenschaft. Mit 25 Jahren wurde sie Professorin für konstitutionelles Recht und Strafrecht am Trinity College in Dublin. Von 1969 bis 1989 war sie Abgeordnete des irischen Oberhauses. Nach ihrem Wahlsieg in der  Präsidentenwahl vom 7. November 1990 war Mary Robinson, die der Labour Party angehört, von 1990 bis 1997 die erste Staatspräsidentin der Republik Irland sowie die erste Präsidentin, die nicht Mitglied oder unterstützt von Fianna Fáil war. Mit Mary McAleese folgte ihr wiederum eine Frau auf diesem Posten nach.
1997 wurde Robinson Hochkommissarin für Menschenrechte der Vereinten Nationen und übte dieses Amt bis September 2002 aus. Seit 2002 ist sie Ehrenpräsidentin der Entwicklungshilfsorganisation Oxfam. Im 2004 und 2005 eröffnete sie die Gegenveranstaltung Public Eye on Davos während des Weltwirtschaftsforums in Davos. Sie legitimierte dabei Widerstand auf der Straße, schließlich seien die Menschenrechte dort erkämpft worden. Genauso nötig für die UNO-Menschenrechtsnormen seien aber andere Instrumente wie das WEF, das sich jedoch fragen müsste, warum das auf Freiwilligkeit beruhende Global Compact seine Ziele nicht erreiche.
2008 wurde sie Präsidentin der Internationale Juristenkommission, den Posten hatte sie bis 2012 inne.
2010 gründete sie die Mary Robinson Foundation – Climate Justice (Mary Robinson Foundation für Klimagerechtigkeit), deren Vorsitzende sie ist.
Im März 2013 wurde sie vom UN-Sicherheitsrat zur Sondergesandten für die Region der Großen Afrikanischen Seen gewählt, mit der Aufgabe, ein von den Vereinten Nationen gefördertes Abkommen zur Beendung der Gewalt in Zentralafrika umzusetzen. Den Posten hatte sie bis Juli 2014 inne.
Im Juli 2014 ernannte UN-Generalsekretär Ban Ki-moon sie zur Sondergesandten für den Klimawandel. Im Mittelpunkt ihrer Aufgabe stand zunächst die Vorbereitung der UN-Klimakonferenz in Paris 2015.
Mary Robinson ist seit der Gründung 2007 Mitglied des Zusammenschlusses von herausragenden ehemaligen Staatsmännern und -frauen, Friedensaktivisten, Menschenrechtlern sowie prominenten Intellektuellen The Elders, der 2007 von Nelson Mandela auf Initiative von Peter Gabriel und Richard Branson gegründet wurde. Ziel der Gruppe ist es, die Erfahrung, die Beziehungen und den öffentlichen Einfluss der Mitglieder zur Lösung globaler Probleme einzusetzen. Von 2018 bis 2024 war Robinson Vorsitzende der Elders. 2024 wurde ihr Leben und ihre Karriere verfilmt. Der Dokumentarfilm Mrs. Robinson von Aoife Kelleher, in dem sie die Hauptrolle spielt, wurde ausgezeichnet und kommt 2025 in die Kinos.
Mary Robinson ist verheiratet und hat drei Kinder.

## Auszeichnungen
- 1991: Mitglied der Royal Irish Academy[9]
- 1993: CARE Humanitarian Award
- 1998: Ehrenmitgliedschaft der Amerikanischen Gesellschaft für internationales Recht
- 1998: Four Freedoms Award
- 1999: Mitglied der American Philosophical Society[10]
- 1999: Erasmuspreis
- 2000: Félix-Houphouët-Boigny-Friedenspreis
- 2002: Sydney Peace Prize
- 2002: Sonning-Preis
- 2002: Benjamin Franklin Medal for Distinguished Public Service der American Philosophical Society
- 2003: Otto-Hahn-Friedensmedaille in Gold
- 2003: Großkreuz des portugiesischen Christusordens
- 2003: Tomáš-Garrigue-Masaryk-Orden (1. Klasse)
- 2003: Ehrendoktor der Saint Mary’s University Halifax
- 2004: Botschafter des Gewissens
- 2006: Prinz-von-Asturien-Preis für Sozialwissenschaften
- 2009: Presidential Medal of Freedom
- 2009: Weltwirtschaftlicher Preis
- 2010: Freiheitspreis der Freien Universität Berlin[11]
- 2020: Ehrenmitglied der British Academy
- 2024: Tang Prize
- 2025: George Morrison Best Feature Documentary[12]

## Veröffentlichungen
- mit Andrew Clapham (Hrsg.): Realizing the Right to Health. Swiss Human Rights Book. (= Swiss Human Rights Book. Volume 3) Rüffer & Rub, Zürich 2009, ISBN 978-3-907625-45-3.
- Climate Justice: Hope, Resilience, and the Fight for a Sustainable Future. Bloomsbury Publishing, New York 2018, ISBN 978-1-63286-928-9.